# Kyaukpadaung
Kyaukpadaung – miasto w Mjanmie, w prowincji Mandalaj. Według danych na rok 2014 liczyło 42 817 mieszkańców.